# شوتا سوزوكي
شوتا سوزوكي (باليابانية: 鈴木 将太) (3 يوليو 1984 في كاناغاوا في اليابان – )؛ هو لاعب كرة قدم ياباني سابق كان يلعب كلاعب وسط.

## وصلات خارجية
- شوتا سوزوكي على موقع رابطة كرة القدم اليابانية للمحترفين (اليابانية)
- شوتا سوزوكي على موقع قاعدة بيانات كرة القدم.إي يو (الإنجليزية)
- شوتا سوزوكي على موقع Soccerway.com (الإنجليزية)